# 乙供駅
乙供駅（おっともえき）は、青森県上北郡東北町字上笹橋にある、青い森鉄道青い森鉄道線の駅である。
日本国有鉄道（国鉄）・東日本旅客鉄道（JR東日本）時代（1984年（昭和59年）2月から）には、特急はつかりが1日1往復停車していた時期もあった。

## 歴史
- 1894年（明治27年）1月4日：日本鉄道の駅として開業[1]。
- 1906年（明治39年）7月1日：日本鉄道が国有化[1]。官設鉄道の駅となる。
- 1972年（昭和47年）3月15日：貨物扱い廃止[1]。同時に専用線も撤去[4]。
- 1983年（昭和58年）2月1日：無人化[5]。ただし管理駅派遣により出札は継続（以後、青い森鉄道移管まで駅員派遣が継続）。荷物扱い廃止[1][6]。
- 1987年（昭和62年）4月1日：国鉄分割民営化により、JR東日本の駅となる[1]。
- 2010年（平成22年）12月4日：東北新幹線全線開業に伴い、青い森鉄道に移管。
- 2023年（令和5年）
  - 3月1日：自動券売機を設置[2]。
  - 3月17日：窓口の営業を終了[注 1][2]。
  - 3月18日：終日無人化[2]。

## 駅構造
単式ホーム2面2線を持つ地上駅である。平成初期までは2面3線で、廃止された中線（2番線）は特急・貨物列車の待避などに使用されていた。現在は架線が撤去され、保守用車両の留置線となっている。互いのホームは跨線橋で連絡している。木造駅舎を有する。
無人駅である（野辺地駅管理）。自動券売機が設置されている。

### のりば
| 番線 | 路線          | 方向 | 行先           |
| ---- | ------------- | ---- | -------------- |
| 1    | ■青い森鉄道線 | 下り | 青森方面       |
| 3    | ■青い森鉄道線 | 上り | 八戸・目時方面 |

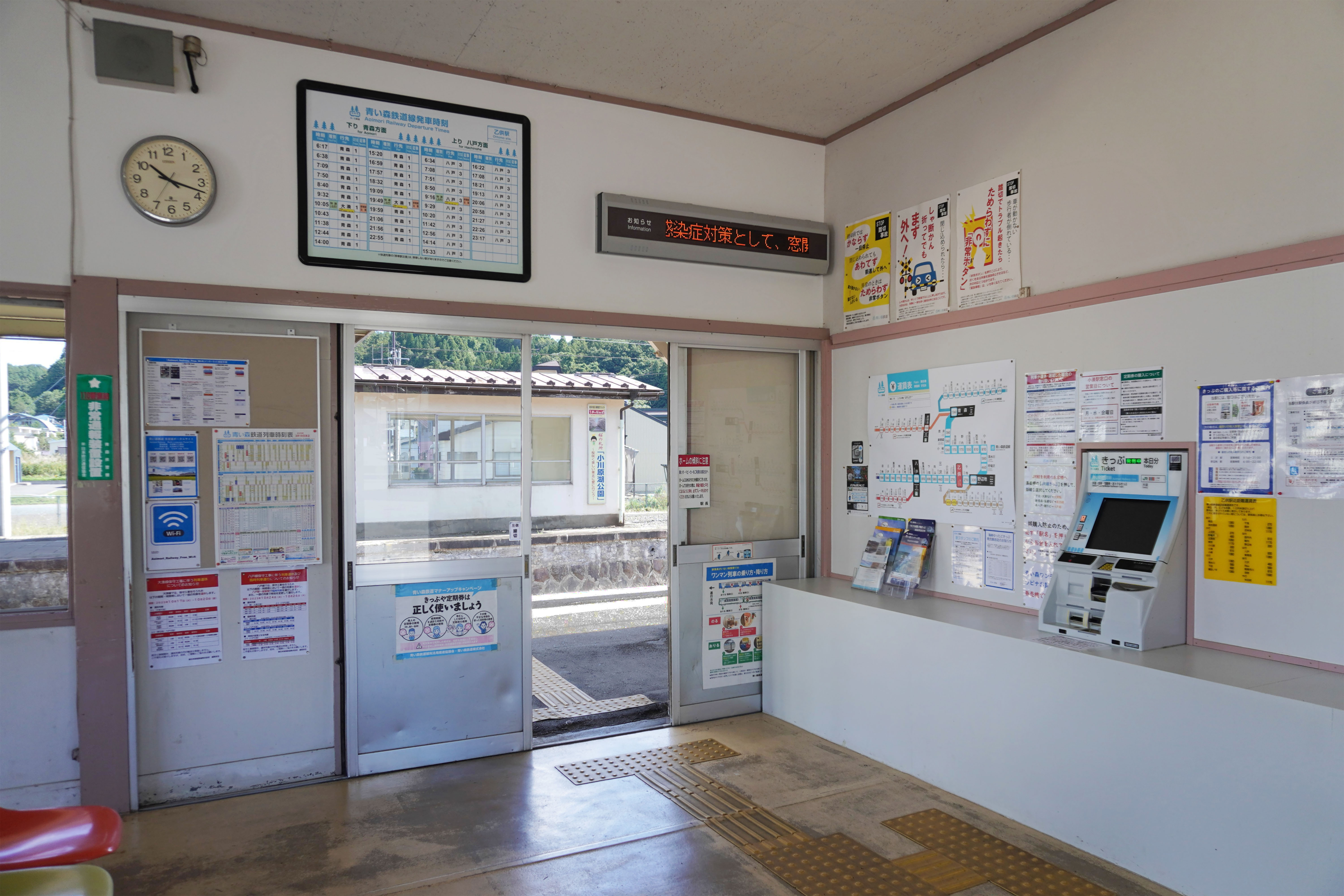
改札口（2023年9月）
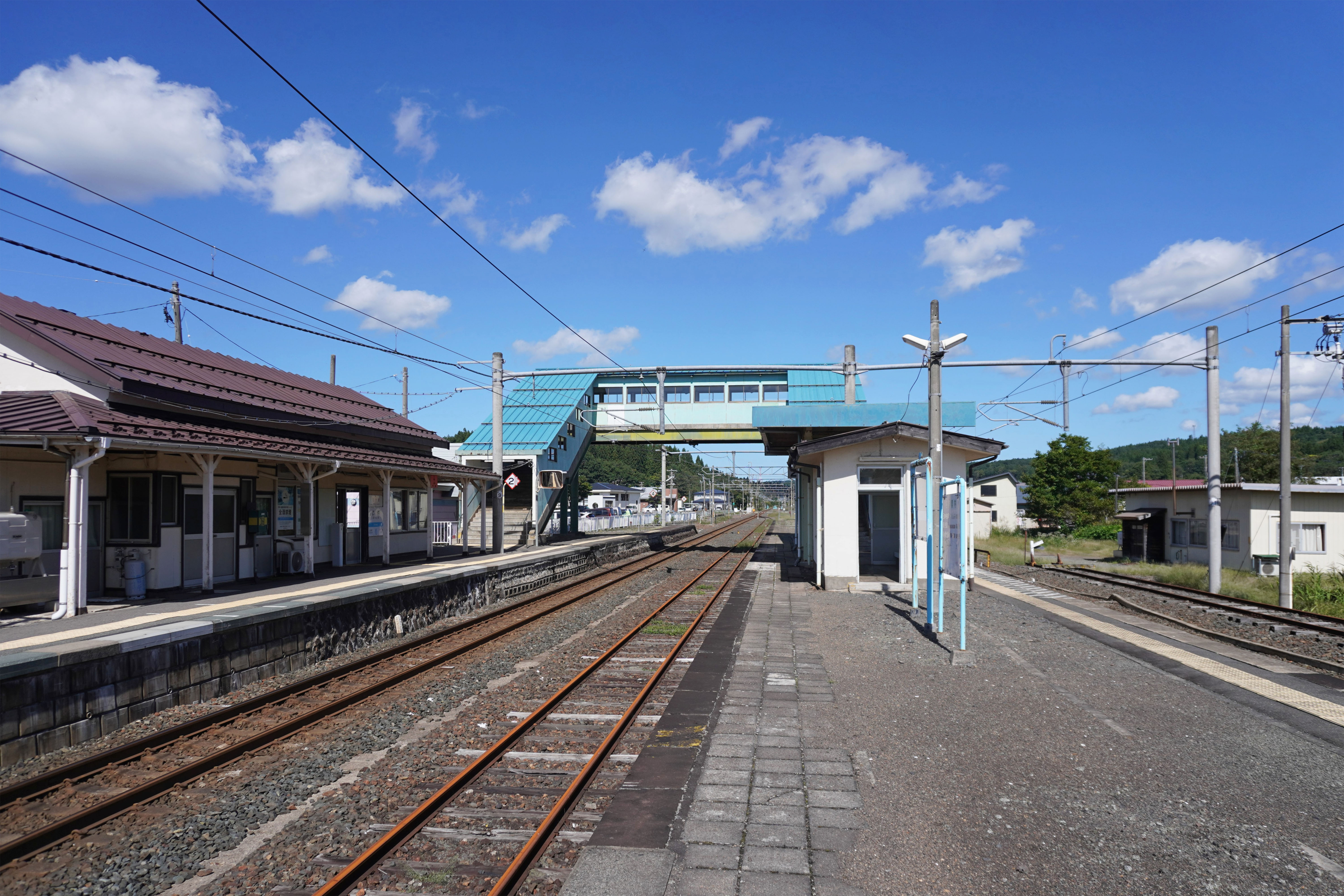
ホーム（2023年9月）

## 利用状況
2000年度（平成12年度）以降の推移は以下のとおりである。
| 乗車人員・乗降人員推移 | 乗車人員・乗降人員推移 | 乗車人員・乗降人員推移 | 乗車人員・乗降人員推移 |
| 年度                   | 1日平均 乗車人員       | 1日平均 乗降人員       | 出典                   |
| ---------------------- | ---------------------- | ---------------------- | ---------------------- |
| 2000年（平成12年）     | 327                    |                        | [ JR東 1 ]             |
| 2001年（平成13年）     | 306                    |                        | [ JR東 2 ]             |
| 2002年（平成14年）     | 279                    |                        | [ JR東 3 ]             |
| 2003年（平成15年）     | 259                    |                        | [ JR東 4 ]             |
| 2004年（平成16年）     | 233                    |                        | [ JR東 5 ]             |
| 2005年（平成17年）     | 255                    |                        | [ JR東 6 ]             |
| 2006年（平成18年）     | 239                    |                        | [ JR東 7 ]             |
| 2007年（平成19年）     | 231                    |                        | [ JR東 8 ]             |
| 2008年（平成20年）     | 235                    |                        | [ JR東 9 ]             |
| 2009年（平成21年）     | 231                    |                        | [ JR東 10 ]            |
| 2010年（平成22年）     | 226                    |                        | [ JR東 11 ]            |
| 2011年（平成23年）     |                        | 387                    | [ 国交省 1 ]           |
| 2012年（平成24年）     |                        | 403                    | [ 国交省 1 ]           |
| 2013年（平成25年）     |                        | 392                    | [ 国交省 1 ]           |
| 2014年（平成26年）     |                        | 425                    | [ 国交省 1 ]           |
| 2015年（平成27年）     |                        | 479                    | [ 国交省 1 ]           |
| 2016年（平成28年）     |                        | 497                    | [ 他 1 ]               |
| 2017年（平成29年）     |                        | 472                    | [ 他 1 ]               |
| 2018年（平成30年）     |                        | 492                    | [ 国交省 2 ]           |

## 駅周辺
- 青森みちのく銀行乙供支店
- 乙供郵便局
- 青森原燃テクノロジーセンター
- 七戸警察署乙供駐在所
- 東北町役場東北分庁舎（旧・東北町役場）
- 東北町老人福祉センター
- 東北町保健福祉センター
- 東北町中央公民館
- 東北町コミュニティセンター未来館
- 東北町北総合運動公園
- 東北温泉
- みどりの大地とロマンの森公園
  - かやぶき家屋「まなか」
  - スキー場
- 青森県道173号乙供停車場中野線
- 青森県道8号八戸野辺地線
- 国道394号
- サンデーホームマート乙供店
- マエダストア 乙供店

## バス路線
- 十和田観光電鉄（十鉄バス）
  - 中志行
  - 中村行
  - 鶴ヶ崎行
  - 七戸案内所行
- 東北町民バス

## その他
- 当駅は東北新幹線七戸十和田駅の青い森鉄道最寄り駅である(Google マップによると9.3 km)。
- 七戸町役場（旧天間林村中心部）の最寄り駅である。

双方とも十和田観光電鉄バスによって結ばれている。

## 乙供森林鉄道
かつて、乙供駅から上北鉱山までの全長28.4kmを結ぶ軌道が存在していた。正式名は坪川林道。1919年(大正8年)に開業し、鉱山へ向かう人員や上北鉱山の産出物・坪川流域の林産物の運搬を行っていた。物資の集積された乙供駅周辺は製材所が立ち並ぶなど大いに発展した。1960年(昭和35年)に鉱山軌道が撤去されたのち、1963年(昭和38年)に廃止された。
現在、軌道跡はその一部が農道や水路に転換されているのみで、面影を残すところは少ない。乙供駅からみどりの大地とロマンの森公園へと向かう道路はその一例である。

## 隣の駅
青い森鉄道
■青い森鉄道線
□快速「しもきた」（一部列車のみ停車）
上北町駅 - 乙供駅 - 野辺地駅
■普通
上北町駅 - 乙供駅 - *千曳駅 - 野辺地駅
*560M列車は千曳駅通過

### 記事本文